# Lola Artôt de Padilla
Lola Artôt de Padilla (Sèvres, 5 oktober 1876 – Berlijn, 12 april 1933) was een Duitse zangeres van Frans/Spaanse komaf. Ze had het stembereik van een sopraan.

## Achtergrond
Ze werd geboren binnen het gezin van de Franse zangeres Désirée Artôt en de Spaanse zanger Mariano Padilla y Ramos. Grootvader Joseph Artot en overgrootvader Maurice Artot waren orkestmusici. Ze werd begraven op het Südwestfriedhof in Stahnsdorf.

## Muziek
Ze wilde eigenlijk geen zangcarrière volgens een interview verschenen in Nederlandse kranten in 1922. Op aanraden van een vriendin van de familie zong ze een keer mee in Parijs. De Zwitserse zangeres Lucienne Bréval zou haar toen overgehaald hebben verder te gaan in de muziek. Haar muziekopleiding vond alleen door haar moeder plaats. Uit het eerder genoemde interview: "Alle het goede komt van moeder, al het slechte van mijzelf." Haar officiële debuut vond plaats in 1902 in het Hoftheater van Wiesbaden in de titelrol van Mignon van Ambroise Thomas. In 1905 was ze te horen in gastrollen in Kopenhagen en Stockholm. Van 1905 tot 1908 was ze werkzaam bij de Komische Opera in Berlijn. Ze zong daar ook de rol Vreli (Juliet) in de opera A village Romeo and Juliet van Frederick Delius. Daaropvolgend maakte ze deel uit van het gezelschap behorende bij de Berliner Hofoper. Daarnaast zong ze binnen geheel West-Europa. Ze gaf ook les, Rose Olitzka was een van haar leerlingen
Andere rollen waren in:
- Ferruccio Busoni: Turandot
- Richard Strauss: Der Rosenkavalier
- Richard Strauss: Ariadne auf Naxos
- Engelbert Humperdinck: Königskinder
- Wolfgang Amadeus Mozart: Le nozze di Figaro (rollen Cherubino en gravin) en Don Giovanni (rol Zerlina)
- Bedřich Smetana: De verkochte bruid
- Jules Massenet: Werther
- Georges Bizet: Carmen (rol Michaela)
- Giuseppe Verdi: Un ballo in maschera

Haar stem is bewaard gebleven in een aantal opleidingen.
- Gemeinsame Normdatei: 116037555
- International Standard Name Identifier: 0000 0000 6353 5169
- Library of Congress Control Number: n82151211
- MusicBrainz: 9eb5983e-c5b1-4385-b2cb-c7233c300966
- Istituto Centrale per il Catalogo Unico: DDSV183616
- Trove: 822862
- Virtual International Authority File: 60438782
- WorldCat: E39PBJbWyCVyTwfhq8FxyFCG73